# Deliochus
Deliochus es un género de arañas araneomorfas de la familia Araneidae. Se encuentra en Asia.

## Lista de especies
Según The World Spider Catalog 12.0:
- Deliochus pulcher Rainbow, 1916
- Deliochus zelivira Keyserling, 1887